# Zelotes bernardi
Zelotes bernardi är en spindelart som beskrevs av Jean-Yves Marinaro 1967. Zelotes bernardi ingår i släktet Zelotes och familjen plattbuksspindlar.
Artens utbredningsområde är Algeriet. Inga underarter finns listade i Catalogue of Life.